# Подворские
Подворские — деревня в Великоустюгском районе Вологодской области.
Входит в состав Шемогодского сельского поселения, с точки зрения административно-территориального деления — в Шемогодский сельсовет.
Расстояние по автодороге до районного центра Великого Устюга — 7 км, до центра муниципального образования Аристово — 10 км. Ближайшие населённые пункты — Горлово, Копылово, Рукавишниково.
По переписи 2002 года население — 15 человек.